# Katedra w Coventry
Katedra św. Michała Archanioła w Coventry – anglikańska katedra w Coventry, w Wielkiej Brytanii. Jest siedzibą biskupa Coventry i centrum diecezji Coventry.
Gotycka katedra z XIV/XV wieku została zniszczona 14 listopada 1940 w wyniku nalotu i stała się sławna jako symbol niemieckich nalotów na Anglię w czasie II wojny światowej, a później jako symbol pokoju, odbudowy i pojednania. W latach 50. XX wieku wybudowano obok nową katedrę (zachowano patrona św. Michała), podczas gdy stara katedra została przekształcona w pomnik.
Jedną z unikatowych cech katedry są tzw. Krzyże z Gwoździ. Istnieje ponad 160 takich krzyży, każdy zawiera 3 gwoździe z oryginalnej katedry, są one symbolem pokoju i zgody (jeden z krzyży został przekazany Kościołowi Pamięci w Berlinie, zniszczonemu podczas nalotów alianckich). Katedra jest także jedną z dwóch (obok katedry w Wołgogradzie) z repliką Madonny Stalingradzkiej (oryginał znajduje się w Kościele Pamięci Cesarza Wilhelma).